# Grã-Cruz do Valor
A Grã-Cruz do Valor (em inglês:  Grand Cross of Valour) foi a mais alta condecoração militar da Rodésia, concedida por valor notável por membros das Forças de Segurança em combate.
Era o equivalente à Cruz Vitória, que substituiu, e que foi anteriormente conferida aos soldados rodesianos antes de 1965.

## Instituição
A premiação foi instituída em 1970 por Mandado Presidencial, sendo a primeira outorga feita em 1978. A segunda e última investidura ocorreu em junho de 1980.

## Medalha
A medalha era uma cruz de ouro de 9 quilates com um círculo esmaltado no centro com uma cabeça de leão, pendurada em um suspensório em forma de V preso por uma fita escarlate de tecido com uma faixa central verde com bordas brancas, debruada com uma faixa dourada entre o vermelho e o branco. Ao redor da cabeça de leão havia a inscrição "For Valour / Rhodesia". A medalha foi impressa em maiúsculas com o nome do destinatário no reverso, e foi premiada com caixa de emissão, medalha em miniatura para uso e certificado iluminado.

## Agraciados
Foram concedidas apenas duas condecorações da Grã-Cruz do Valor. O primeiro agraciado foi o Capitão Interino Chris F. Schulenberg GCV SCR dos Selous Scouts. Após a independência reconhecida do país como Zimbabué, em 1980, a Grã-Cruz do Valor foi concedida ao Major Grahame Wilson GCV SCR BCR, segundo em comando do SAS da Rodésia e o soldado mais condecorado da Rodésia. Os agraciados tinham direito às cartas pós-nominais G.C.V.

## Zimbábue
A Grã-Cruz do Valor foi substituída em outubro de 1980 pela Cruz de Ouro do Zimbábue, que é concedida por bravura conspícua em condições perigosas, mas que pode ser concedida tanto a civis quanto a militares.